# Harald Witzansky
Harald Theodor Witzansky (7. september 1862 i København – 6. februar 1940 i Hellerup) var en dansk bladmand.

## Baggrund
Han var søn af overspillemand ved 2. infanteribatteri, senere musikdirektør Harald Theodor Witzansky (1833-1906, gift 1. gang 1885 med Hansine Christine Sidsine Nielsen, 1852-1909) og Nielsine Petrine Holm (1831-1882) og tilhørte en polsk slægt, som var indvandret til Danmark i 1700-tallet. Faderen deltog som militærmusiker i den 2. Slesvigske Krig 1864 og blev taget til fange af tyskerne ved stormen på Dybbøl. 
Witzansky stilede efter at blive officer; han gennemgik fra 1877 Hærens Elevskole og blev sergent 1884, men opgav af komme på Hærens Officersskole, fordi han ikke følte sig dannelsesmæssigt klædt ordentligt på til at blive officer.

## PåPolitikenogKøbenhavn
I stedet blev han dette år af Herman Bing ansat ved den nyetablerede avis Politikens administration og efterfulgte ved Bings død 1896 denne som forretningsfører. Witzansky viste sin dygtighed, og han havde væsentlig andel i avisens fremgang.
Sideløbende blev Witzansky i 1893 middagsbladet Københavns forretningsfører, og da bladet skrantede og var ved at bukke under, blev det reddet af Politiken. Witzansky fjernede chefredaktøren Johannes Hansen, som blev erstattet af J.A. Jensen. Sidstnævnte var imidlertid meget bramfri i sin polemik, fik flere fængselsdomme, og han blev 1897 afløst af præsten og skribenten Henning Jensen.
Oprindeligt havde Witzansky været på linje med Brandes og Viggo Hørup, men havde gradvist flyttet sig politisk. Han delte efterhånden ikke de radikales synspunkter på militæret, salget af Dansk Vestindien og forholdet til Socialdemokratiet. I stedet gled han som antisocialist i retning af en borgerlig, nationalt bevidst liberalisme, og han var 1900-1907 medlem af Københavns Borgerrepræsentation, hvor han repræsenterede den liberale gruppe, der dog var i listefællesskab med Socialdemokratiet.

### Bruddet medPolitikenog den ny linje
Den nye redaktionelle linje på København kom længere og længere væk fra Politikens, og i 1902 kom det til et åbent brud mellem Edvard Brandes og Witzansky, som forlod Politiken og satsede helt på København, hvor han både blev forretningsfører og chefredaktør. Samtidig gik avisen fra at være en middagsavis til at være et morgenblad. Han skrev ikke selv i sin avis, men satte Anders Vigen til at skrive stærkt polemiske lederartikler, som fik placeret København i forreste skudlinje i den danske presse. Vigen gik til biddet, og i 1913 blev Witzansky ekskluderet af Venstres redaktørforening grundet Københavns "indiskretioner". 
Avisen var imod socialisme og pacifisme, kritisk over for de voksende fagforeninger og lagde sig politisk mellem Venstre og Højre. Københavns borgerligt-midtsøgende standpunkt blev lagt for had af både Politiken og Social-Demokraten. Ifølge Verner Jespersen i Dansk Biografisk Leksikon fik København en status som uafhængig meningsavis, som først blev gentaget med Dagbladet Information under ledelse af Børge Outze og Erik Seidenfaden.
Tilsvarende har Knud Bokkenheuser udtalt om Harald Witzansky, at han var "skaberen af bladets ånd; han bestemte selv dets intentioner og retning; han skønnede hurtigt og skarpt i enhver sag, tog uforfærdet sit standpunkt, og det veg han ikke en hårsbred fra. Han ejede en sikker evne til at vælge sine medarbejdere, at vurdere deres evner, at sætte dem på rette plads og at inspirere dem i sin ånd". 

### Medarbejdere
Det lykkedes Witzansky at få vennen Herman Bang med fra Politiken til sit dagblad i vækst, og København fik også glæde af Frejlif Olsen, Christian Houmark og Gunnar Helweg-Larsen, forfatterne Valdemar Rørdam, Erich Erichsen, Karin Michaëlis, Knud Bokkenheuser og Knud Poulsen, historikerne Erik Møller og Vilhelm la Cour og arkæologen og kulturskribenten Frederik Poulsen. Henning Jensen fortsatte som kirkelig redaktør og sørgede for en unik kirkepolitisk linje.

### Resultater
Harald Witzansky fik skabt en overskudsforretning, som han selv nød godt af, da han selv ejede de fleste aktier i bladet. I 1918 solgte han temmelig uventet aktiemajoriteten til et interessentskab, som blandt andre rummede den konservative politiker og industrimagnat Alexander Foss. Harald Nielsen blev ny litterær redaktør, og mange medarbejdere følte, at avisen ændrede identitet. Anders Vigen tog afsked med blade, og Jesper Ewald, der også havde været skribent for København, skrev som reaktion på forandringerne romanen Solgte Drømme (1922). I længden passede det ny ejerskab heller ikke Witzansky, som i 1922 lod København overgå til partiet Venstre og få J.A. Hansen som ny chefredaktør.

## Senere virke
1923-24 var Witzansky redaktør af det skrantende Illustreret Tidende. Dernæst kom han til Kruckow-Waldorffs litografiske anstalt, som han var administrerende direktør for fra 1926 til sin død. I denne periode trykte virksomheden nogle af dansk plakatkunsts mest kendte værker; blandt andet af Sven Brasch. I 1935 fik Witzansky sit ene ben amputeret på grund af sygdom, hvilket lagde en skygge over hans sidste fem leveår.
Han er begravet på Bispebjerg Kirkegård.

## Hæder og tillidshverv
Han var medlem af Journalistforeningens repræsentantskab og blev 1909 Ridder af Dannebrog. Han var desuden medlem af centralkomiteen for Den Sønderjydske Fond fra oprettelsen 1918 og til dens strukturændring 1937 og var 1930-32 formand for Dansk Skatteborgerforening.

## Ægteskaber
Begge Witzanskys ægteskaber var med jødiske kvinder. Han blev gift 1. gang 3. februar 1888 i København (borgerlig vielse) med Rachel Lotinga (18. september 1865 i København - 29. marts 1907 i København, gift 2. gang med cand.phil., rigsdagsstenograf Theodor Thorup, 1863-1938), datter af skibsprovianteringshandler, senere kommissionær Noah Lotinga (ca. 1830-1878) og Zerline Eibeschütz (1836-1912). Ægteskabet blev opløst 1895. 
Han blev gift 2. gang 1. april 1895 i København (borgerlig vielse) med Agnes Johanne Caroline Philipson (17. juni 1872 i Randers - 9. november 1962 i Rungsted), datter af købmand Philip Philipson (ca. 1817-1885) og Wilhelmine Levy.
Witzansky er gengivet i tegninger af Alfred Schmidt 1917 og udateret (Det Nationalhistoriske Museum på Frederiksborg Slot ).